# كارلوس ألبرتو غونسالفيس دا كروز
كارلوس ألبرتو غونسالفيس دا كروز هو عالم نبات وعالم حيوانات برازيلي، ولد في 1944.